# SDSS J122859.93+104032.9
SDSS J122859.93+104032.9 (abrégé en SDSS J1228+1040) est une naine blanche polluée entourée d'un disque de débris. Au moins un planétésimal (SDSS J122859.93+104032.9 b), mesurant entre un kilomètre et quelques centaines de kilomètres, a été découvert en orbite dans ce disque avec une période orbitale de 123 minutes. Il pourrait s'agir d'un morceau du noyau d'une ancienne planète.

### Articles scientifiques
- [Manser et al. 2019] (en) Christopher J. Manser et al., « A planetesimal orbiting within the debris disc around a white dwarf star » [« Un planétésimal en orbite dans le disque de débris d'une étoile naine blanche »], Science, vol. 364, no 6435,‎ 5 avril 2019, p. 66-69 (DOI 10.1126/science.aat5330, lire en ligne)Les co-auteurs de l'article sont, outre Christopher J. Manser, Boris T. Gänsicke, Siegfried Eggl, Mark Hollands, Paula Izquierdo, Detlev Koester, John D. Landstreet, Wladimir Lyra, Thomas R. Marsh, Farzana Meru, Alexander J. Mustill, Pablo Rodríguez-Gil, Odette Toloza, Dimitri Veras, David J. Wilson, Matthew R. Burleigh, Melvyn B. Davies, Jay Farihi, Nicola Gentile Fusillo, Domitilla de Martino, Steven G. Parsons, Andreas Quirrenbach, Roberto Raddi, Sabine Reffert, Melania Del Santo, Matthias R. Schreiber, Roberto Silvotti, Silvia Toonen, Eva Villaver, Mark Wyatt, Siyi Xu et Simon Portegies Zwart.

### Articles de vulgarisation
- [Demeersman 2019] Xavier Demeersman, « Une planète en train de se désintégrer sous les yeux des astronomes », Futura,‎ 9 avril 2019 (lire en ligne)